# ۵۰۳ (پیش از میلاد)
۵۰۳ (پیش از میلاد) ۵۰۳مین سال قبل از تقویم میلادی است.